# Eddie Läck
Eddie Jan Läck, född 5 januari 1988 i Norrtälje, är en svensk före detta professionell ishockeymålvakt som sist var kontrakterad till New Jersey Devils i NHL och spelade för deras primära samarbetspartner Binghampton Devils i AHL. Han spelade tidigare för Calgary Flames, Carolina Hurricanes och Vancouver Canucks i NHL och på lägre nivåer för Stockton Heat, Charlotte Checkers, Chicago Wolves och Manitoba Moose i AHL.

## Karriär
Eddie Läck har spelat för Djurgårdens IF på juniornivå. Läck har representerat såväl Småkronorna som Juniorkronorna på landslagsnivå. Från 2006 till 2009 representerade han Leksands IF. Läcks före detta målvaktskollega i Leksand, den gamla stormålvakten Ed Belfour, visade sig ha en sämre räddningsprocent än den 20-åriga Eddie Läck, detta med ungefär likvärdig speltid bakom sig. Den unge proffsspelaren blev åter igen förstemålvakt då Ed Belfour lämnade klubben 2008.
Läck skrev 14 april 2009 på ett tvåårskontrakt med Brynäs IF efter att ha spelat i Leksand i fyra år och efter att ha haft ett stort hjärta för klubben. Det blev dock bara en säsong med Brynäs, säsongen 2009–10, innan han skrev på ett tvåårskontrakt med Vancouver Canucks i NHL. Efter 3 säsonger i Canucks farmarlag blev han uppkallad till storklubben för att vara backup inför säsongen 2013-14. Den 15 november 2013 skrev han på en kontraktsförlänging med Canucks som gällde till och med säsongen 2015-16, men under draften 2015 tradades han till Carolina Hurricanes i utbyte mot två draftval.
Efter två säsonger i Carolina tradades han 29 juni 2017 till Calgary Flames tillsammans med Ryan Murphy i utbyte mot Keegan Kanzig.
30 december 2017 blev han tradad från Calgary till New Jersey Devils i utbyte mot Dalton Prout.

## Efter karriären
Eddie Läck avslutade sin ishockeykarriär i mars 2020 på grund av en envis höftskada och är numera fastighetsmäklare i Scottsdale, Arizona, där han bor med sin hustru Joanna.

## Klubbar
- Lidingö Vikings
- Djurgårdens IF 2004–2006
- Leksands IF 2006–2009
- Brynäs IF 2009–10
- Manitoba Moose 2010–11
- Chicago Wolves 2011–13
- Vancouver Canucks 2013–2015
- Carolina Hurricanes 2015–2017
- Calgary Flames 2017
- New Jersey Devils 2018–